# Lewis Tan
Lewis Singwah Tan, född 4 februari 1987 i Salford (en förort till Manchester), är en brittisk skådespelare, kampsportare och fotomodell. 
Lewis Tan är känd för att spela rollen som Cole Young i Mortal Kombat (2021), Shatterstar i Deadpool 2 (2018) och Deadpool & Wolverine (2024), Tolya i Shadow and Bone (2023) och Lu Xin Lee i Wu Assassins (2019). Han har även halvkinesisk bakgrund genom sin far, kampsportaren, skådespelaren och stuntkoordinatorn Philip Tan. 
Lewis Tan och hans familj flyttade under småbarnsåren till Los Angeles, detta efter att fadern Philip hade blivit anställd som kampkoordinator, i Tim Burtons film Batman från 1989. Han har utöver detta även bott i Kina, Frankrike och Spanien under sin uppväxt. Han började dessutom med att ta teaterlektioner när han var i tidiga tonåren.

## Filmografi (i urval)

### Filmer
- 2006 – The Fast and the Furious: Tokyo Drift
- 2006 – Mini's First Time
- 2007 – Pirates of the Caribbean: Vid världens ände
- 2013 – Olympus Has Fallen
- 2013 – Baksmällan del III
- 2018 – Den of Thieves
- 2018 – Deadpool 2
- 2021 – Mortal Kombat
- 2022 – Fistful of Vengeance
- 2022 – About Fate
- 2022 – Babylon
- 2024 – Deadpool & Wolverine
- 2025 – Mortal Kombat 2

### TV-serier
- 2006 – CSI: New York (TV-serie)
- 2007 – Day Break (TV-serie)
- 2007 – 24 (TV-serie)
- 2010 – CSI: Miami (TV-serie)
- 2011 – NCIS: Los Angeles (TV-serie)
- 2015 – Hawaii Five-0 (TV-serie)
- 2016 – Rush Hour (TV-serie)
- 2017 – Iron Fist (TV-serie)
- 2018–2019 – Into the Badlands (TV-serie)
- 2019 – Wu Assassins (TV-serie)
- 2023 – Shadow and Bone (TV-serie)
- 2024 – Cobra Kai (TV-serie)